# پنجمین اجلاس بریکس
پنجمین اجلاس بریکس (انگلیسی: 5th BRICS summit) اجلاس سالانه گروه بریکس بود که با حضور سران کشورهای عضو برزیل، روسیه، هند، چین و آفریقای جنوبی در سال ۲۰۱۳ و در شهر دوربان، آفریقای جنوبی برگزار شد.

## شرکت‌کنندگان
| کشورهای عضو بریک دولت و رهبر میزبان در جدول برجسته نشان داده شده‌اند. |               |                |           |
| کشور                                                                 | کشور          | نماینده        | عنوان     |
| برزیل                                                                | برزیل         | دیلما روسف     | رئیس‌جمهور |
| روسیه                                                                | روسیه         | ولادیمیر پوتین | رئیس‌جمهور |
| هند                                                                  | هند           | مانموهان سینگ  | نخست‌وزیر  |
| چین                                                                  | چین           | شی جین پینگ    | رئیس‌جمهور |
| آفریقای جنوبی                                                        | آفریقای جنوبی | جاکوب زوما     | رئیس‌جمهور |

## گالری تصاویر

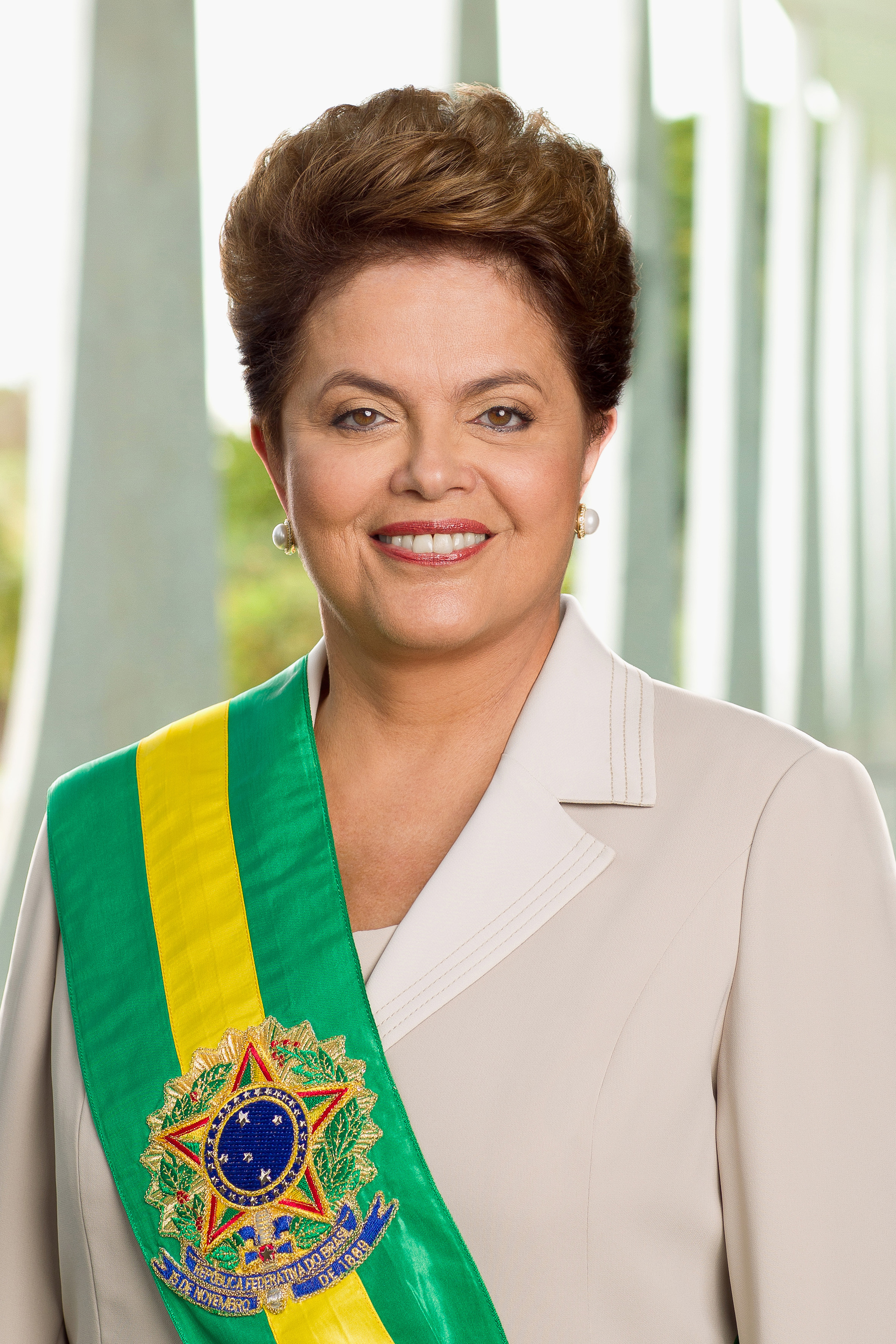
دیلما روسف، رئیس‌جمهور برزیل
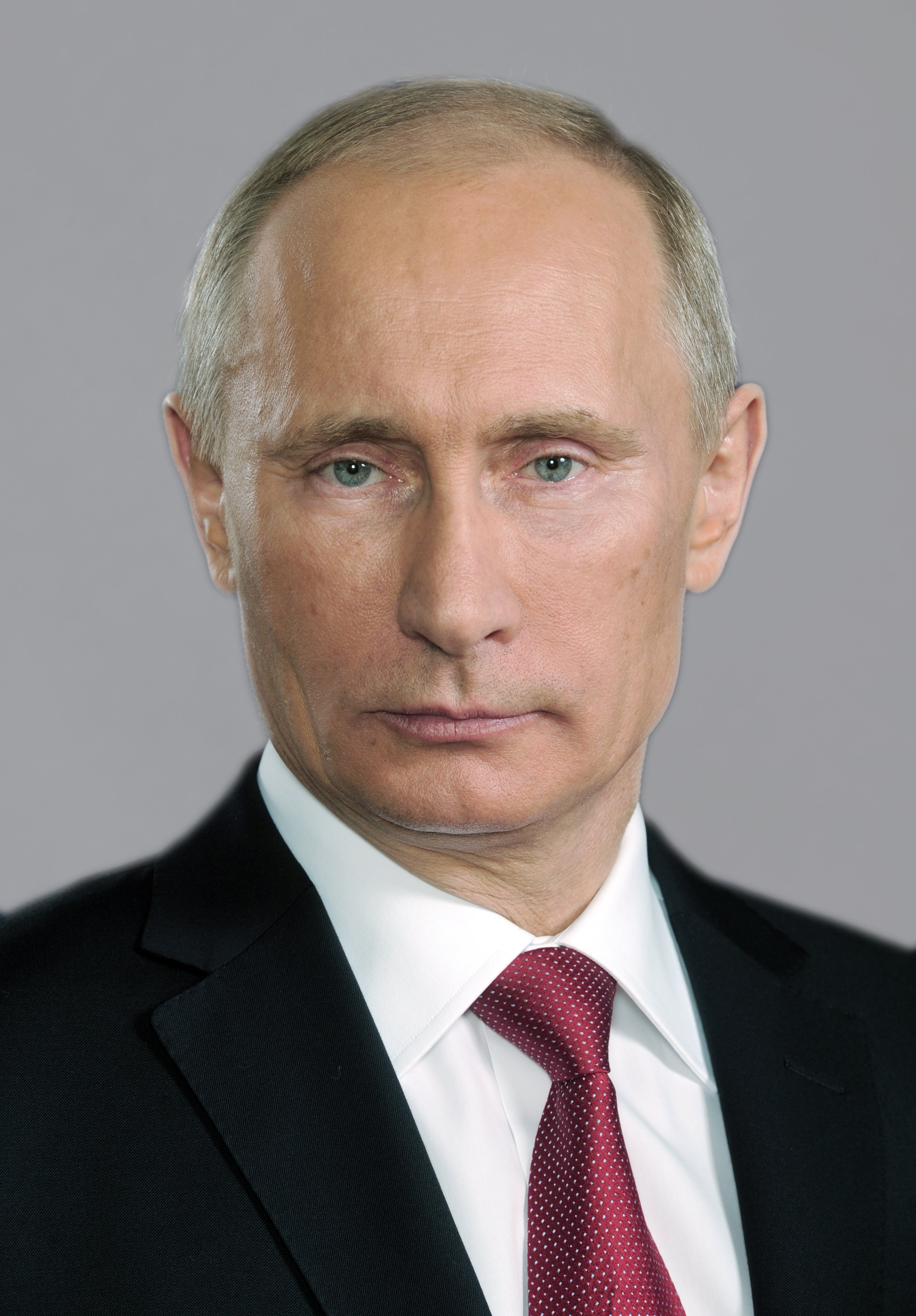
ولادیمیر پوتین، رئیس‌جمهور روسیه
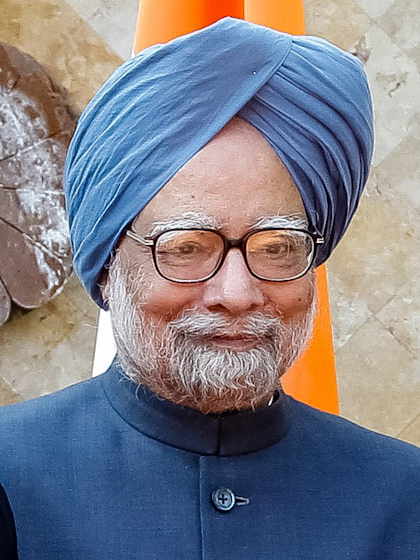
مانموهان سینگ، نخست‌وزیر هند
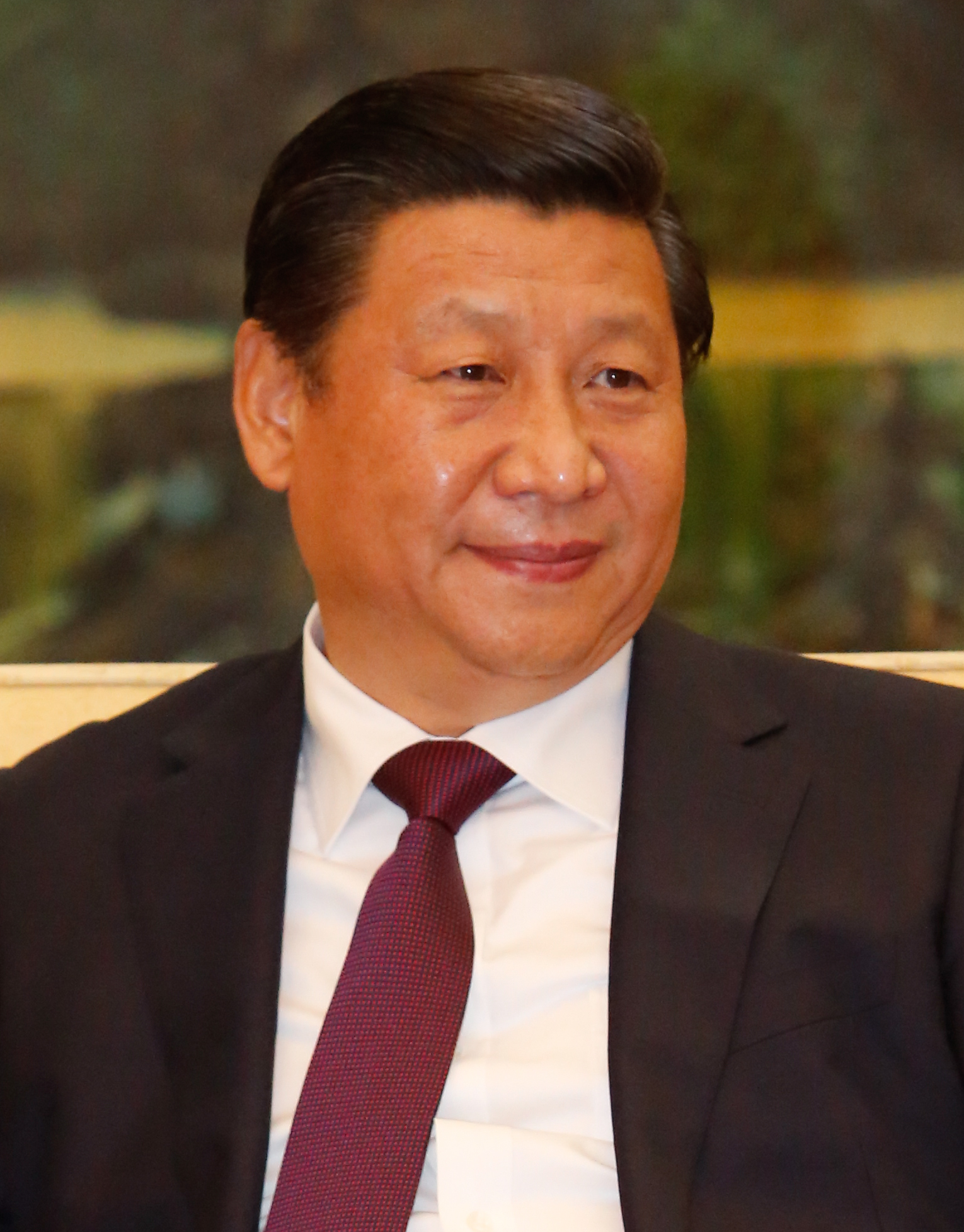
شی جین پینگ، رئیس‌جمهور چین
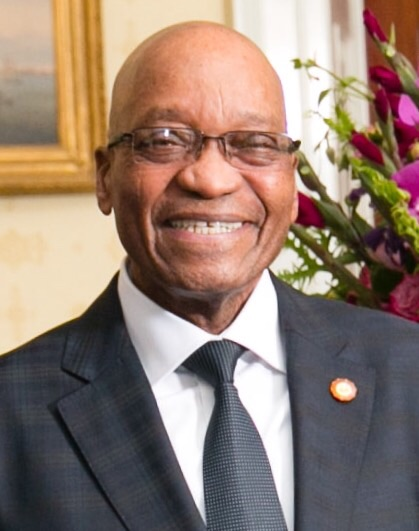
جاکوب زوما، رئیس‌جمهور آفریقای جنوبی (میزبان)